# اختبار لوكاس ليهمر لأولية عدد ما

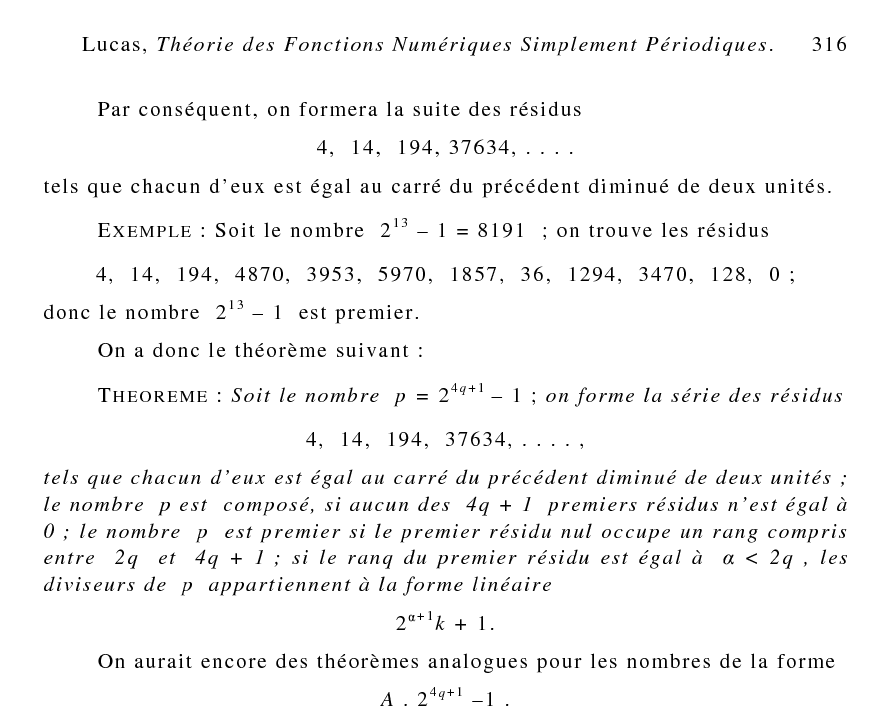

هذا المقال يتعلق باختبار لوكاس-ليهمر الذي ينطبق على أعداد ميرسين فقط. من أجل اختبار لوكاس-ليهمر الذي ينطبق على عدد طبيعي ما أيا كان، المرجو النظر إلى اختبار لوكاس لأولية عدد ما. من أجل اختبار لوكاس-ليهمر-غيزل، المرجو النظر إلى اختبار لوكاس-ليهمر-غيزل.
في الرياضيات، اختبار لوكاس ليهمر هو اختبار أولية أعداد ميرسين. اخترع هذا الاختبار من طرف إدوارد لوكاس عام 1856، فطوره لوكاس نفسه عام 1878، كما طوره أيضا ديريك هنري ليهمر في ثلاثينات القرن العشرين.

## الاختبار
يعمل اختبار لوكاس-ليهمر كما يلي. ليكن Mp = 2p − 1 عدد ميرسن حيث p عدد أولي فردي. لنعرف المتتالية {\displaystyle \{s_{i}\}} كما يلي حيث i عدد طبيعي أكبر من الصفر:
{\displaystyle s_{i}={\begin{cases}4&{\text{if }}i=0;\\s_{i-1}^{2}-2&{\text{otherwise.}}\end{cases}}}
الحدود الأولى القليلة من هذه المتتالية هن 4، 14، 194، 37634، ...(انظر إلى موسوعة المتتاليات الصحيحة على الإنترنت). يكون العدد Mp أوليا إذا وفقط إذا توفر ما يلي :
{\displaystyle s_{p-2}\equiv 0{\pmod {M_{p}}}}
يسمى العدد sp − 2 mod Mp باقي لوكاس-ليهمر للعدد p.

## أمثلة
عدد ميرسن M3 = 23−1 = 7 أولي. اختبار لوكاس-ليهمر يتحقق من ذلك كما يلي. بدايةً، تُعطى القيمة 4 للمتغير s. وبعد ذلك تُغير قيمته. 3−2 = 1 مرةً:
- s ← ((4 × 4) − 2) mod 7 = 0.

بما أن القيمة النهائية ل s هي الصفر، فإن الاستنتاج هو أن M3 أولي.
من ناحية أخرى، M11 = 2047 = 23 × 89 عدد غير أولي. مجددا، تُعطى القيمة أربعة ل s. ولكن قيمته تُبدل 11−2 = 9 مرةً :
- s ← ((4 × 4) − 2) mod 2047 = 14
- s ← ((14 × 14) − 2) mod 2047 = 194
- s ← ((194 × 194) − 2) mod 2047 = 788
- s ← ((788 × 788) − 2) mod 2047 = 701
- s ← ((701 × 701) − 2) mod 2047 = 119
- s ← ((119 × 119) − 2) mod 2047 = 1877
- s ← ((1877 × 1877) − 2) mod 2047 = 240
- s ← ((240 × 240) − 2) mod 2047 = 282
- s ← ((282 × 282) − 2) mod 2047 = 1736

بما أن القيمة النهائية ل s لا تساوي الصفر، الاستنتاج هو M11 = 2047 عدد ليس بأولي. رغم أن M11 = 2047 لا يملك معاملات بديهية، اختبار لوكاس-ليهمر لا يعطي أي إشارة إلى قيمة هذه العوامل.

## البرهان على الصحة
برهان الصحة المقدم هنا أبسط من البرهان الأصلي الذي جاء به ليهمر. تذكر التعريف
{\displaystyle s_{i}={\begin{cases}4&{\text{if }}i=0;\\s_{i-1}^{2}-2&{\text{otherwise.}}\end{cases}}}
الهدف هو البرهان على أن Mp أولي إذا وفقط إذا توفر {\displaystyle s_{p-2}\equiv 0{\pmod {M_{p}}}.}
المتتالية {\displaystyle {\langle }s_{i}{\rangle }} معرفة بعلاقة استدعاء ذاتي يمكن تعريفها بتعبير منغلق الشكل. ليكن {\displaystyle \omega =2+{\sqrt {3}}} و {\displaystyle {\bar {\omega }}=2-{\sqrt {3}}}. يأتي من ذلك باستعمال البرهان بالترجح ما يلي: أن {\displaystyle s_{i}=\omega ^{2^{i}}+{\bar {\omega }}^{2^{i}}} لجميع قيم i:
{\displaystyle s_{0}=\omega ^{2^{0}}+{\bar {\omega }}^{2^{0}}=\left(2+{\sqrt {3}}\right)+\left(2-{\sqrt {3}}\right)=4}
و
{\displaystyle {\begin{aligned}s_{n}&=s_{n-1}^{2}-2\\&=\left(\omega ^{2^{n-1}}+{\bar {\omega }}^{2^{n-1}}\right)^{2}-2\\&=\omega ^{2^{n}}+{\bar {\omega }}^{2^{n}}+2(\omega {\bar {\omega }})^{2^{n-1}}-2\\&=\omega ^{2^{n}}+{\bar {\omega }}^{2^{n}}.\end{aligned}}}
المرحلة الأخيرة تستعمل {\displaystyle \omega {\bar {\omega }}=\left(2+{\sqrt {3}}\right)\left(2-{\sqrt {3}}\right)=1.} هذه الصيغة المغلقة مستعملة في كل من البرهان على كونه كافيا وفي البرهان على كونه ضروريا.

### كونه كافيا
الهدف هو البرهان على أن {\displaystyle s_{p-2}\equiv 0{\pmod {M_{p}}}} تؤدي إلى {\displaystyle M_{p}} أوليا. فيما يلي برهان يستعمل نظرية الزمر الابتدائية، جاء به J. W. Bruce كما شهد بذلك Jason Wojciechowski.
افترض أن {\displaystyle s_{p-2}\equiv 0{\pmod {M_{p}}}.} إذن،
{\displaystyle \omega ^{2^{p-2}}+{\bar {\omega }}^{2^{p-2}}=kM_{p}}
حيث k عدد صحيح ما. إذن،
{\displaystyle \omega ^{2^{p-2}}=kM_{p}-{\bar {\omega }}^{2^{p-2}}.}
ضرب الحدين في {\displaystyle \omega ^{2^{p-2}}} يعطي :
{\displaystyle \left(\omega ^{2^{p-2}}\right)^{2}=kM_{p}\omega ^{2^{p-2}}-(\omega {\bar {\omega }})^{2^{p-2}}.}
إذن،
{\displaystyle \omega ^{2^{p-1}}=kM_{p}\omega ^{2^{p-2}}-1.\qquad \qquad (1)}
من أجل الوصول إلى تناقض، , يفترض أن Mp هو عدد مركب (أي غير أولي), وليكن q أصغر القواسم الأولية ل Mp. أعداد ميرسن فردية , إذن، q > 2. , لتكن {\displaystyle \mathbb {Z} _{q}} مجموعة الأعداد الصحيحة بتردد q, لتكن {\displaystyle X=\left\{a+b{\sqrt {3}}\mid a,b\in \mathbb {Z} _{q}\right\}.} الضرب في {\displaystyle X} معرف كما يلي
{\displaystyle \left(a+{\sqrt {3}}b\right)\left(c+{\sqrt {3}}d\right)=[(ac+3bd)\,{\bmod {\,}}q]+{\sqrt {3}}[(ad+bc)\,{\bmod {\,}}q].}
يبدو بشكل واضح أن عملية الضرب مغلقة، أي أن جداء عددين ينتميان إلى المجموعة X هو بذاته ينتمي إلى X. يرمز إلى عدد عناصر المجموعة X ب {\displaystyle |X|.}
بما أن q > 2, فإن {\displaystyle \omega } و {\displaystyle {\bar {\omega }}} هي في X. المجموعة الجزئية من X المكونة من العناصر التي تملك عنصرا معاكسا، تكون زمرة، يرمز إليها ب X*، ويرمز إلى عدد عناصرها ب {\displaystyle |X^{*}|}.
عنصر من X والذي لا يملك عنصرا معاكسا هو 0, إذن، {\displaystyle |X^{*}|\leq |X|-1=q^{2}-1.}
حاليا {\displaystyle M_{p}\equiv 0{\pmod {q}}} and {\displaystyle \omega \in X}, إذن،
{\displaystyle kM_{p}\omega ^{2^{p-2}}=0}
in X.
إذن، من خلال المعادلة (1),
{\displaystyle \omega ^{2^{p-1}}=-1}
في X, رفع كلا الحدين إلى المربع يعطي ما يلي:
{\displaystyle \omega ^{2^{p}}=1.}
إذن، {\displaystyle \omega } هو موجود في X* وله عنصر معاكس {\displaystyle \omega ^{2^{p}-1}.} أضف إلى ذلك, the رتبة of {\displaystyle \omega } يقسم {\displaystyle 2^{p}.} ولكن {\displaystyle \omega ^{2^{p-1}}\neq 1}, إذن، الرتبة لا تقسم {\displaystyle 2^{p-1}.} إذن، الرتبة هي بالتحديد {\displaystyle 2^{p}.}
رتبة عنصر في زمرة تساوي على الأكثر عدد عانصر تلك الزمرة. إذن،
{\displaystyle 2^{p}\leq |X^{*}|\leq q^{2}-1<q^{2}.}
ولكن q هو أصغر عامل أولي من بين الأعداد الأولية اللائي يشكلن تفكيك {\displaystyle M_{p}} إلى جداء عوامل أولية. إذن،
{\displaystyle q^{2}\leq M_{p}=2^{p}-1.}
هذا يؤدي إلى التناقض {\displaystyle 2^{p}<2^{p}-1}. إذن, {\displaystyle M_{p}} أولي.

## تطبيقات
يستعمل اختبار لوكاس-ليهمر لأولية عدد ما البحث الكبير عن أعداد ميرسين الأولية في الإنترنت من أجل البحث عن الأعداد الأولية الكبيرة. انظر إلى أعداد فيرما.